# L'home invisible (pel·lícula de 2020)
L'home invisible (títol original en anglès, The Invisible Man) és una pel·lícula de terror de ciència-ficció del 2020 escrita i dirigida per Leigh Whannell. Inspirada en la novel·la homònima d'H.G. Wells, protagonitza per Elisabeth Moss com una dona que creu que està sent assetjada i gastejada pel seu exnòvio aparentment mort (Oliver Jackson-Cohen) després que aquest adquireixi la capacitat de fer-se invisible. Aldis Hodge, Storm Reid, Harriet Dyer i Michael Dorman apareixen en papers secundaris.
El desenvolupament d'una adaptació cinematogràfica contemporània de la novel·la va començar el 2006, però es va aturar el 2011. També es va cancel·lar un intent de reviure el projecte el 2016 com a part de la cinematografia Dark Universe d'Universal Pictures després del fracàs crític i financer de The Mummy el 2017. Després que Universal es va allunyar d'un univers serialitzat a pel·lícules autònomes, el projecte va tornar a desenvolupar-se el 2019 amb Whannell adjunt.
The Invisible Man es va estrenar als Estats Units el 28 de febrer de 2020. Va rebre crítiques positives de la crítica, amb elogis per l'actuació de Moss i els temes sobre l'abús domèstic. La pel·lícula també va ser un èxit comercial, ja que va recaptar 145 milions de dòlars a tot el món contra un pressupost de 7 milions de dòlars. Com que la seva estrena a les sales es va veure truncada per la pandèmia de la COVID-19, la pel·lícula va estar disponible per al lloguer digital tres setmanes després de l'estrena als Estats Units. Ha estat subtitulada al català.

## Producció
El desenvolupament d'una nova pel·lícula The Invisible Man va començar el 2006 quan David S. Goyer va ser contractat per escriure el guió. Goyer es va mantenir vinculat al projecte fins al 2011, amb poc o cap desenvolupament a la pel·lícula. El febrer de 2016, el projecte es va reviure amb Johnny Depp com a personatge titular i Ed Solomon escrivint el guió. Es va revelar que formava part d'un univers cinematogràfic previst amb el reinici modern d'Universal Pictures dels seus monstres clàssics. La sèrie de pel·lícules va començar el 2017 amb The Mummy, protagonitzada per Tom Cruise, Sofia Boutella i Russell Crowe. El director de The Mummy, Alex Kurtzman, va declarar que els fans haurien d'esperar almenys una pel·lícula per any de la sèrie. No obstant això, una vegada que The Mummy va ser llançada amb una recepció crítica negativa i els retorns de taquilla considerats per l'estudi com a insuficients, es van fer canvis a l'Univers Fosc per centrar-se en la narració individual i allunyar-se del concepte d'univers compartit.

## Premis
| Premi                                          | Data de la cerimònia   | Categoria                                      | Destinatari(s)                                                 | Resultat  | Ref.          |
| ---------------------------------------------- | ---------------------- | ---------------------------------------------- | -------------------------------------------------------------- | --------- | ------------- |
| AACTA Awards                                   | 30 de novembre de 2020 | Millor pel·lícula                              | Millor pel·lícula                                              | Nominat   | [ 8 ]         |
| AACTA Awards                                   | 30 de novembre de 2020 | Millor direcció                                | Leigh Whannell                                                 | Nominat   | [ 8 ]         |
| AACTA Awards                                   | 30 de novembre de 2020 | Millor atriu principal                         | Elisabeth Moss                                                 | Nominat   | [ 8 ]         |
| AACTA Awards                                   | 30 de novembre de 2020 | Millor adaptació                               | Leigh Whannel                                                  | Nominat   | [ 8 ]         |
| AACTA Awards                                   | 30 de novembre de 2020 | Millor disseny de producció                    | Alex Holmes and Katie Sharrock                                 | Nominat   | [ 8 ]         |
| AACTA Awards                                   | 30 de novembre de 2020 | Millor so                                      | P.K. Hooker, Will Files, and Paul 'Salty' Brincat              | Guanyador | [ 8 ]         |
| AACTA Awards                                   | 30 de novembre de 2020 | Millor fotografia                              | Stefan Duscio                                                  | Guanyador | [ 8 ]         |
| AACTA Awards                                   | 30 de novembre de 2020 | Millor edició                                  | Andy Canny                                                     | Guanyador | [ 8 ]         |
| AACTA Awards                                   | 30 de novembre de 2020 | Millors efectes especials                      | Aevar Bjarnason, Marcus Bolton, Jonathan Dearing, and Matt Ebb | Nominat   | [ 8 ]         |
| Alliance of Women Film Journalists             | 4 de gener de 2021     | Millor actuació                                | Elisabeth Moss                                                 | Nominat   | [ 9 ]         |
| Austin Film Critics Association                | 19 de març de 2021     | Millor actriu                                  | Elisabeth Moss                                                 | Nominat   | [ 10 ] [ 11 ] |
| Austin Film Critics Association                | 19 de març de 2021     | Millor adaptació                               | Leigh Whannell                                                 | Nominat   | [ 10 ] [ 11 ] |
| Austin Film Critics Association                | 19 de març de 2021     | Millors acrobàcies                             | Millors acrobàcies                                             | Guanyador | [ 10 ] [ 11 ] |
| Austin Film Critics Association                | 19 de març de 2021     | Millor actuació amb efectes especials          | Elisabeth Moss                                                 | Guanyador | [ 10 ] [ 11 ] |
| Austin Film Critics Association                | 19 de març de 2021     | Millor actuació amb efectes especials          | Luke Davis                                                     | Nominat   | [ 10 ] [ 11 ] |
| Austin Film Critics Association                | 19 de març de 2021     | Millor actuació amb efectes especials          | Oliver Jackson-Cohen                                           | Nominat   | [ 10 ] [ 11 ] |
| Australian Screen Editors                      | 6 de desembre de 2020  | Millor edició                                  | Andy Canny                                                     | Guanyador | [ 12 ]        |
| Bram Stoker Award                              | 20 de maig de 2021     | Millor guió                                    | Leigh Whannell                                                 | Guanyador | [ 13 ]        |
| Chicago Film Critics Association               | 21 de desembre de 2020 | Millors efectes especials                      | Millors efectes especials                                      | Guanyador | [ 14 ]        |
| Critics Choice Association                     | 10 de gener de 2021    | Millor pel·lícula de terror                    | Millor pel·lícula de terror                                    | Guanyador | [ 15 ]        |
| Critics Choice Association                     | 10 de gener de 2021    | Millor atriu d'una pel·lícula de terror        | Elisabeth Moss                                                 | Guanyador | [ 15 ]        |
| Critics' Choice Awards                         | 7 de març de 2021      | Millor efectes especials                       | Millor efectes especials                                       | Nominat   | [ 16 ]        |
| Golden Reel Awards                             | 16 d'abril de 2021     | Millor edició de so                            | Brett “Snacky” Pierce, Devaughn Watts                          | Nominat   | [ 17 ]        |
| Hollywood Critics Association Awards           | 5 de març de 2021      | Millor pel·lícula de terror                    | Millor pel·lícula de terror                                    | Guanyador | [ 18 ] [ 19 ] |
| Hollywood Critics Association Awards           | 5 de març de 2021      | Millor atriu                                   | Elisabeth Moss                                                 | Nominat   | [ 18 ] [ 19 ] |
| Hollywood Critics Association Awards           | 5 de març de 2021      | Millor edició                                  | Andy Canny                                                     | Nominat   | [ 18 ] [ 19 ] |
| Hollywood Critics Association Awards           | 5 de març de 2021      | Millors efectes especials                      | Jonathan Dearing                                               | Guanyador | [ 18 ] [ 19 ] |
| Hollywood Critics Association Midseason Awards | 2 de juliol de 2020    | Millor fotografia                              | Millor fotografia                                              | Runner-up | [ 20 ] [ 21 ] |
| Hollywood Critics Association Midseason Awards | 2 de juliol de 2020    | Millor atriu                                   | Elisabeth Moss                                                 | Guanyador | [ 20 ] [ 21 ] |
| Hollywood Critics Association Midseason Awards | 2 de juliol de 2020    | Millor director masculí                        | Leigh Whannell                                                 | Runner-up | [ 20 ] [ 21 ] |
| Hollywood Critics Association Midseason Awards | 2 de juliol de 2020    | Millor adaptació                               | Leigh Whannell                                                 | Guanyador | [ 20 ] [ 21 ] |
| Hollywood Music in Media Awards                | 27 de gener de 2021]   | Millor banda sonora d'una pel·lícula de terror | Benjamin Wallfisch                                             | Guanyador | [ 22 ]        |
| Houston Film Critics Society                   | 18 de gener de 2021    | Millors efectes especials                      | Millors efectes especials                                      | Nominat   | [ 23 ]        |
| IGN Awards                                     | 15 de desembre de 2020 | Millor pel·lícula del 2020                     | Millor pel·lícula del 2020                                     | Nominat   | [ 24 ]        |
| IGN Awards                                     | 15 de desembre de 2020 | Millor pel·lícula del 2020                     | Millor pel·lícula del 2020                                     | Guanyador | [ 24 ]        |
| IGN Awards                                     | 15 de desembre de 2020 | Millor director del 2020                       | Leigh Whannell                                                 | Nominat   | [ 24 ]        |
| IGN Awards                                     | 15 de desembre de 2020 | Millor actuació principal del 2020             | Elisabeth Moss                                                 | Nominat   | [ 24 ]        |
| Independent Spirit Awards                      | 22 d'abril de 2021     | Millor edició                                  | Andy Canny                                                     | Nominat   | [ 25 ]        |
| MTV Movie & TV Awards                          | 16 de maig de          | Millor actuació de por                         | Elisabeth Moss                                                 | Nominat   | [ 26 ]        |
| People's Choice Awards                         | 15 de novembre de 2020 | Pel·lícula preferida                           | Pel·lícula preferida                                           | Nominat   | [ 27 ]        |
| People's Choice Awards                         | 15 de novembre de 2020 | Actriu preferida de drama                      | Elisabeth Moss                                                 | Nominat   | [ 27 ]        |
| People's Choice Awards                         | 15 de novembre de 2020 | Actriu preferida                               | Elisabeth Moss                                                 | Nominat   | [ 27 ]        |
| San Diego Film Critics Society                 | 11 de gener de 2021    | Millor edició                                  | Andy Canny                                                     | Guanyador | [ 28 ]        |
| San Diego Film Critics Society                 | 11 de gener de 2021    | Millors efectes especials                      | Millors efectes especials                                      | Runner-up | [ 28 ]        |
| Saturn Awards                                  | 26 d'octubre de 2021   | Millor pel·lícula de terror                    | Millor pel·lícula de terror                                    | Guanyador | [ 29 ]        |
| Saturn Awards                                  | 26 d'octubre de 2021   | Millor actriu                                  | Elisabeth Moss                                                 | Guanyador | [ 29 ]        |
| Saturn Awards                                  | 26 d'octubre de 2021   | Millor director                                | Leigh Whannell                                                 | Nominat   | [ 29 ]        |
| Seattle Film Critics Society                   | 15 de febrer de 2021   | Millor atriu                                   | Elisabeth Moss                                                 | Nominat   | [ 30 ] [ 31 ] |
| Seattle Film Critics Society                   | 15 de febrer de 2021   | Millors efectes especials                      | Aevar Bjarnason, Marcus Bolton, Jonathan Dearing i Matt Ebb    | Nominat   | [ 30 ] [ 31 ] |
| Seattle Film Critics Society                   | 15 de febrer de 2021   | Millor malvat                                  | Oliver Jackson-Cohen                                           | Guanyador | [ 30 ] [ 31 ] |
| St. Louis Film Critics Association             | 17 de gener de 2021    | Millors efectes especials                      | Millors efectes especials                                      | Nominat   | [ 32 ]        |
| World Soundtrack Awards                        | 24 d'octubre de 2020   | Banda sonora de l'any                          | Benjamin Wallfisch (també per It Chapter Two)                  | Nominat   | [ 33 ]        |